# Alfa (Fernsehsender)
Alfa (bulgarisch Телевизия Алфа) ist ein bulgarischer Fernsehsender, der von 2011 bis 2019 als Parteiorgan von Ataka fungierte und seither vom Verein Alfa (bulgarisch Фондация Алфа) verwaltet wird.
Mitglieder des Vorstands des Fernsehsenders sind u. a. der ehemalige Programmdirektor des Bulgarischen Nationalen Fernsehens Ani Ilintschewa und der Maler Walentin Christow. Der Rat für digitale Medien erteilte eine Lizenz am 8. September 2011, doch die ersten Ausstrahlungen wurden um einen Monat verschoben. Von 2012 bis 2014 wurde sonntags das Studio Ataka (bulgarisch Студио Атака) mit Wolen Siderow gesendet, das seit September 2014 von der ebenfalls sonntäglichen Sendung Nedelnik (Sonntagssendung) mit Wolen Siderow abgelöst wurde.
Die einzelnen Ausgaben der Fernsehsendungen sind auf der Webseite des Fernsehsenders abrufbar.

## Sendungen

### Ehemalige Sendungen
- Erwachen mit Iwajlo Franz, (bulgarisch Пробуждане с Ивайло Франц), 5 Ausstrahlungen, Anfang 2012 (vormals)
- Студио Атака с Волен Сидеров (Studio Ataka mit Wolen Siderow), sonntags um 12:00 (bis Juni 2014)
- Empfangssaal Ataka (bulgarisch Приемна Атака), die Sendung wurde von Abgeordneten der Partei Ataka im 41. Narodno Sabranie geführt, darunter Prof. Stanislaw Stanilow, Dessislaw Tschukolow, Pawel Schopow, Deniza Gadschewa, täglich um 19:30 (bis Juni 2013 um 19:00) (bis Juni 2013)
- Studio Wirtschaft (bulgarisch Студио икономика) mit Nora Stoitschkowa, täglich um 17:45 (bis Juli 2016)

### Aktuelle Sendungen (Auswahl)
- Im Auge des Sturmes (bulgarisch В окото на бурята) mit Magdalena Taschewa, samstags (seit Juni 2012), zuerst um 12:00, danach um 16:00
- Sonntagssendung (bulgarisch Неделник) mit Wolen Siderow, sonntags um 16:00 (seit September 2014)
- Gottestag Sonntag (bulgarisch Неделя – Ден Господен) mit Pfarrer Kiril Kiradschiew, sonntags um 9:00 (seit September 2013)
- Der Staat heute (bulgarisch Държавата днес), täglich, anfangs um 17:30, später um 18:30
- Sonderübertragung (bulgarisch Извънредно включване) mit Adrian Assenow, mittags und freitags (seit Februar 2017)